# Eurovisiesongfestival 2014
Het Eurovisiesongfestival 2014 was de 59ste editie van deze Europese liedjeswedstrijd. Het Eurovisiesongfestival werd gehouden in Kopenhagen. Oostenrijk won met Conchita Wurst en diens Rise like a phoenix. Het was de tweede Oostenrijkse overwinning, na die in 1966.

## Gaststad
Op 22 mei 2013, vier dagen na afloop van het Eurovisiesongfestival 2013, waren er reeds drie kandidaten die het festival wilden organiseren: Aalborg, hoofdstad Kopenhagen en Herning. Later voegden ook Fredericia en Horsens zich toe aan het lijstje van mogelijke gaststeden. Ook het Zweedse Malmö, dat gaststad was van het Eurovisiesongfestival 2013, stelde zich kandidaat om het festival voor het tweede jaar op rij te organiseren, aangezien het op amper 15 km van de Deense hoofdstad ligt. Danmarks Radio schoot dit voorstel meteen af.
Aalborg stelde voor het festival te houden in het Gigantium, waar in 2012 de Deense nationale preselectie plaatsvond. Met 8500 zitplaatsen is het een van de grotere indoorarena's van het land. In juni trok Aalborg zijn kandidatuur in. De stad kon de door de EBU vereiste 3000 hotelbedden niet aanbieden.
Fredericia stelde voor het festival te laten doorgaan in Messe C. Dit congrescentrum zou voor het Eurovisiesongfestival plaats bieden aan zo'n 8000 toeschouwers, ruim 3000 minder dan de Malmö Arena in 2013 en de helft van het aantal toeschouwers dat de Crystal Hall te Bakoe in 2012 bezette. Op 26 juni 2013 bevestigde DR dat Fredericia zich terugtrok omdat het evenement om veiligheidsredenen niet op pilaren mocht worden gehouden.
Herning stelde voor om het Eurovisiesongfestival 2014 onderdak te bieden in Jyske Bank Boxen. Met plaats voor 15.000 toeschouwers is het een van de grootste concertzalen van het land. Bovendien won Emmelie de Forest er Dansk Melodi Grand Prix 2013, hetgeen haar een ticket voor het Eurovisiesongfestival opleverde.
Horsens kwam veruit met het meest opvallende voorstel: het Eurovisiesongfestival laten plaatsvinden op het middenplein van Horsens Statsfængsel, een in 2006 gesloten gevangenis. Het stadsbestuur maakte zich sterk plaats te kunnen bieden aan 10.000 kijklustigen. Aangezien de EBU vereist dat het festival wordt gehouden in een indoorhal, leek deze kandidatuur een kort leven beschoren, maar later kwam het voorstel om een groot zeil over de voormalige gevangenis te spannen, waardoor het festival toch beschermd zou zijn tegen de weersomstandigheden.

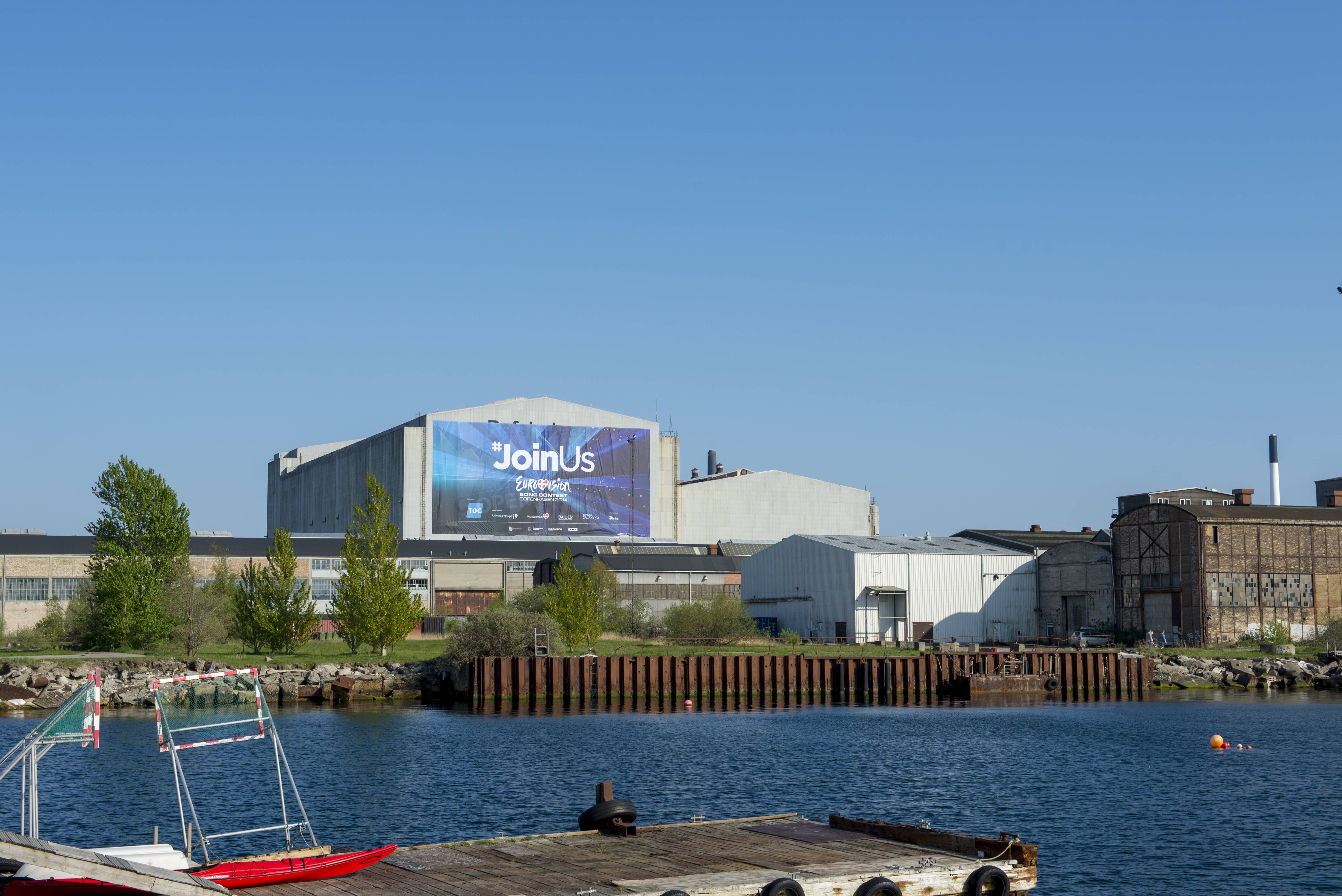
De B&W Hallerne in Kopenhagen was de locatie waar het 59ste Eurovisiesongfestival werd gehouden.

Uiteindelijk viel de keuze op Kopenhagen. Het was met 12.500 hotelbedden de enige stad die over voldoende accommodatie beschikt om de pers en de nationale delegaties te kunnen huisvesten. De stad organiseerde het Eurovisiesongfestival reeds twee keer, in 1964 en in 2001. Ook het Junior Eurovisiesongfestival 2003 en Congratulations, de show die in 2005 het vijftigjarig bestaan van het Eurovisiesongfestival vierde, werden in de Deense hoofdstad gehouden. De stad schoof drie locaties naar voren. Het meest opvallende was het voorstel om het festival te laten doorgaan in een gigantische tent bij DR Byen, het hoofdkwartier van de Deense nationale omroep. De grootste kanshebber leek Parken, een voetbalstadion met uitschuifbaar dak. Het Eurovisiesongfestival 2001 vond hier plaats en met 35.000 toeschouwers nog steeds het grootste festival uit de geschiedenis. Door de te grote omvang en slechte indeling van het stadion staat het festival van 2001 echter geboekstaafd als een slecht festival waar de meeste toeschouwers het podium niet konden zien. Met de nieuwe EBU-filosofie van downscaling in het achterhoofd werd overwogen het festival in slechts een gedeelte van het stadion te organiseren. Uiteindelijk koos het organisatiecomité op 2 september ervoor het festival te laten plaatsvinden in B&W Hallerne, een voormalig industrieel complex. De zaal bood tijdens het Eurovisiesongfestival plaats aan 11.000 toeschouwers.
Het Eurovision Village, waar artiesten optraden en de uitzendingen konden worden bijgewoond op groot scherm, bevond zich op de pleinen Nytorv en Gammeltorv. De aangrenzende winkelstraat Strøget was omgedoopt tot "Eurovision Fan Mile".

## Formule

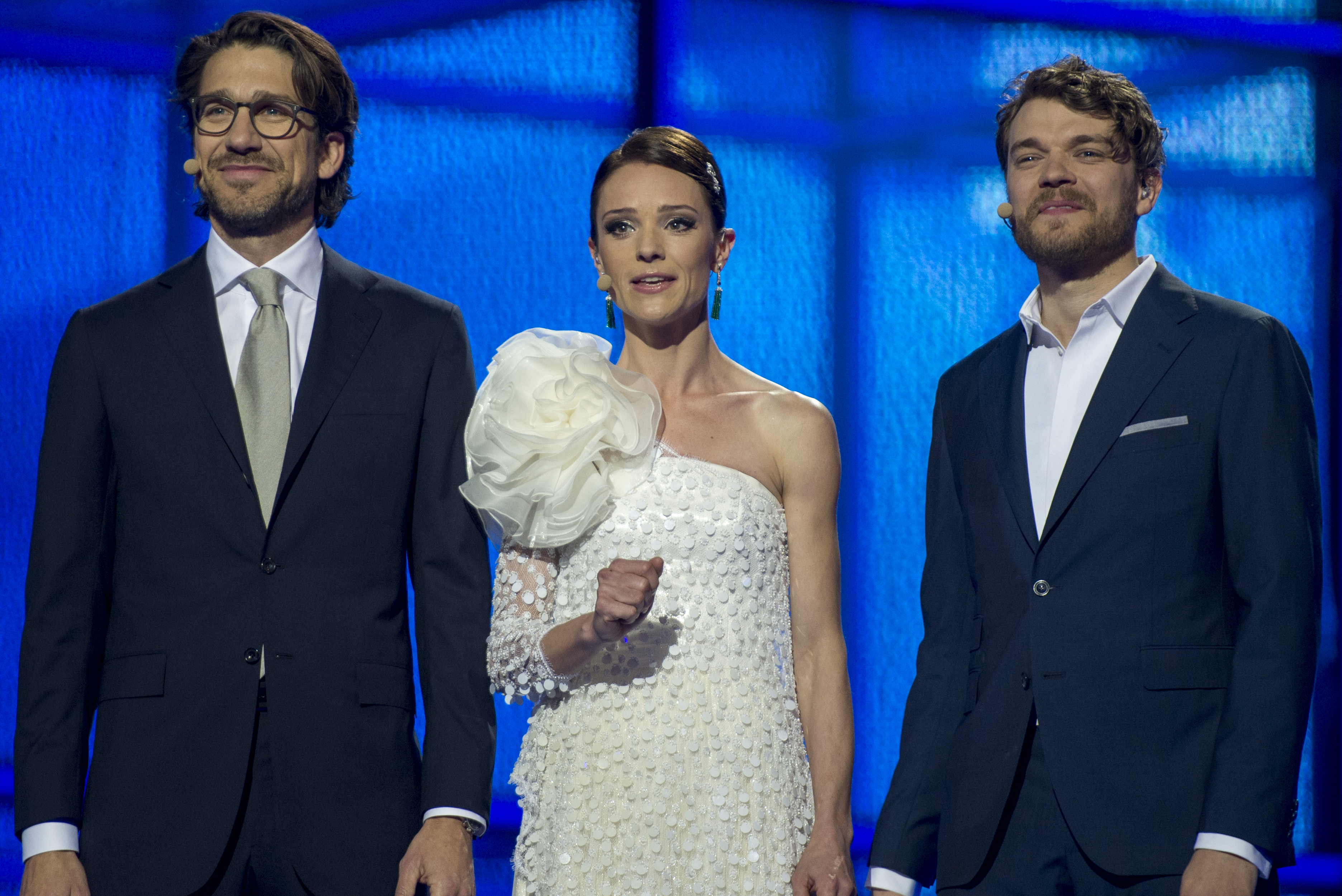
Nikolaj Koppel, Lise Rønne en Pilou Asbæk, de drie presentatoren van het Eurovisiesongfestival 2014

De EBU kondigde in september 2013 een reglementswijziging aan die de transparantie van de puntentelling moest verhogen. Zo werden de namen van de juryleden reeds op 1 mei bekendgemaakt en meteen na afloop van het festival werden alle uitslagen per jurylid gepubliceerd. Daarnaast verschenen de gesplitste resultaten van de jury en televoting per land. Er werd niet getornd aan het 50/50-principe: zowel de vakjury's als de televoters bleven instaan voor de helft van de punten.
Op verzoek van de Deense omroep DR stond de EBU toe dat Noorwegen en Zweden elk in een andere halve finale aantraden. Daarmee wilde de Deense staatsomroep vermijden dat er een te grote vraag kwam naar tickets voor een halve finale met beide Scandinavische buurlanden. Uiteindelijk werd Zweden ingedeeld in de eerste halve finale en Noorwegen in de tweede. Begin januari 2014 kwam er een verzoek binnen van Israël om ingedeeld te worden in de tweede halve finale, aangezien op 6 mei een herdenking gepland stond voor de slachtoffers van de Holocaust. De EBU ging daarmee akkoord.

### Presentatoren
Het Eurovisiesongfestival 2014 werd gepresenteerd door Pilou Asbæk, Nikolaj Koppel en Lise Rønne. In 2013 had Petra Mede het in Malmö nog alleen geleid. Nikolaj Koppel en Lise Rønne waren allebei reeds werkzaam bij DR als presentatoren. Pilou Asbæk maakte zijn presentatiedebuut tijdens het Eurovisiesongfestival. Hij genoot reeds internationale bekendheid door zijn rol in de Deense serie Borgen. Asbæk speelde naast Borgen ook een rolletje in de derde reeks van Forbrydelsen. Rønne presenteerde meermaals de Deense versie van X Factor en deed enkele malen de presentatie van Dansk Melodi Grand Prix.

### Potindeling
Op 15 januari werd de potindeling bekendgemaakt. De loting vond plaats op maandag 20 januari. Landen die vaak op elkaar stemden, werden in dezelfde pot geplaatst. Uit elke pot gingen drie of twee landen naar de eerste halve finale en de andere naar de tweede. De definitieve startvolgorde van de drie shows werd niet geloot, maar door de producer bepaald.
| Pot 1                                             | Pot 2                                    | Pot 3                                             | Pot 4                                        | Pot 5                                 | Pot 6                            |
| ------------------------------------------------- | ---------------------------------------- | ------------------------------------------------- | -------------------------------------------- | ------------------------------------- | -------------------------------- |
| Albanië Macedonië Montenegro Slovenië Zwitserland | Estland Finland IJsland Letland Litouwen | Azerbeidzjan Georgië Oekraïne Rusland Wit-Rusland | Armenië België Griekenland Ierland Nederland | Hongarije Oostenrijk Polen San Marino | Malta Moldavië Portugal Roemenië |

## Uitslagen

### Finale
Het Eurovisiesongfestival 2014 werd gewonnen door Oostenrijk. Met Rise like a phoenix wist Tom Neuwirth als Conchita Wurst met een travestietenact de meeste punten binnen te halen. Hij viel op door een pruik met lange haren, opgemaakte ogen, een kortgeknipte baard en het dragen van een strakke jurk. De meest besproken kandidaat haalde 290 punten. Op de tweede plaats eindigde Nederland met Calm after the storm van The Common Linnets. Dit was het beste Nederlandse resultaat sinds 1975. De rest van de top vijf bestond uit Zweden op drie, Armenië op vier en Hongarije op vijf.
De rechtstreeks geplaatste finalisten scoorden matig tot zeer slecht. Gastland Denemarken eindigde als negende en Spanje werd tiende. Molly uit het Verenigd Koninkrijk, die door velen beschouwd werd als favoriete, eindigde als zeventiende en Frankrijk haalde zijn allereerste rode lantaarn. Montenegro en San Marino stonden allebei voor het eerst in de finale, maar eindigden onderin. Voor het eerst eindigde Azerbeidzjan niet in de top tien; het werd 22ste.
De Belgische punten tijdens de finale waren als volgt: Verenigd Koninkrijk (1), Spanje (2), Finland (3), Oekraïne (4), Roemenië (5), Denemarken (6), Hongarije (7), Nederland (8), Zweden (10) en Oostenrijk (12). De televoting werd gewonnen door Armenië, maar de jury zette Armenië voorlaatste in de ranking, waardoor het land buiten de boot viel. Zweden kreeg de meeste stemmen van de jury in België.
Nederland gaf de volgende punten: Denemarken (1), Finland (2), Zwitserland (3), Hongarije (4), Malta (5), IJsland (6), Armenië (7), Zweden (8), Noorwegen (10) en Oostenrijk (12). Zowel de televoters als de jury zetten Oostenrijk op één.

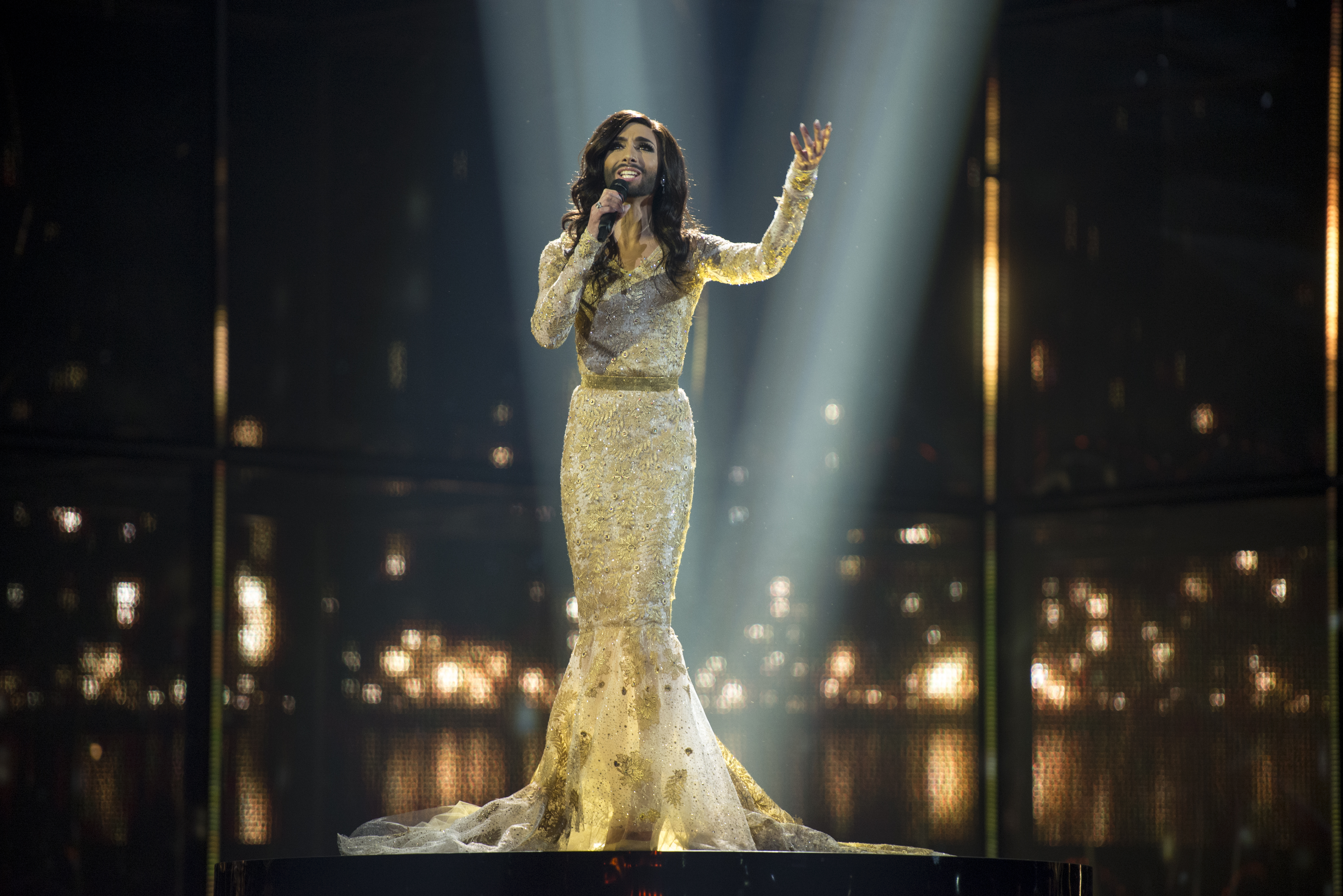
Conchita Wurst tijdens haar winnende optreden

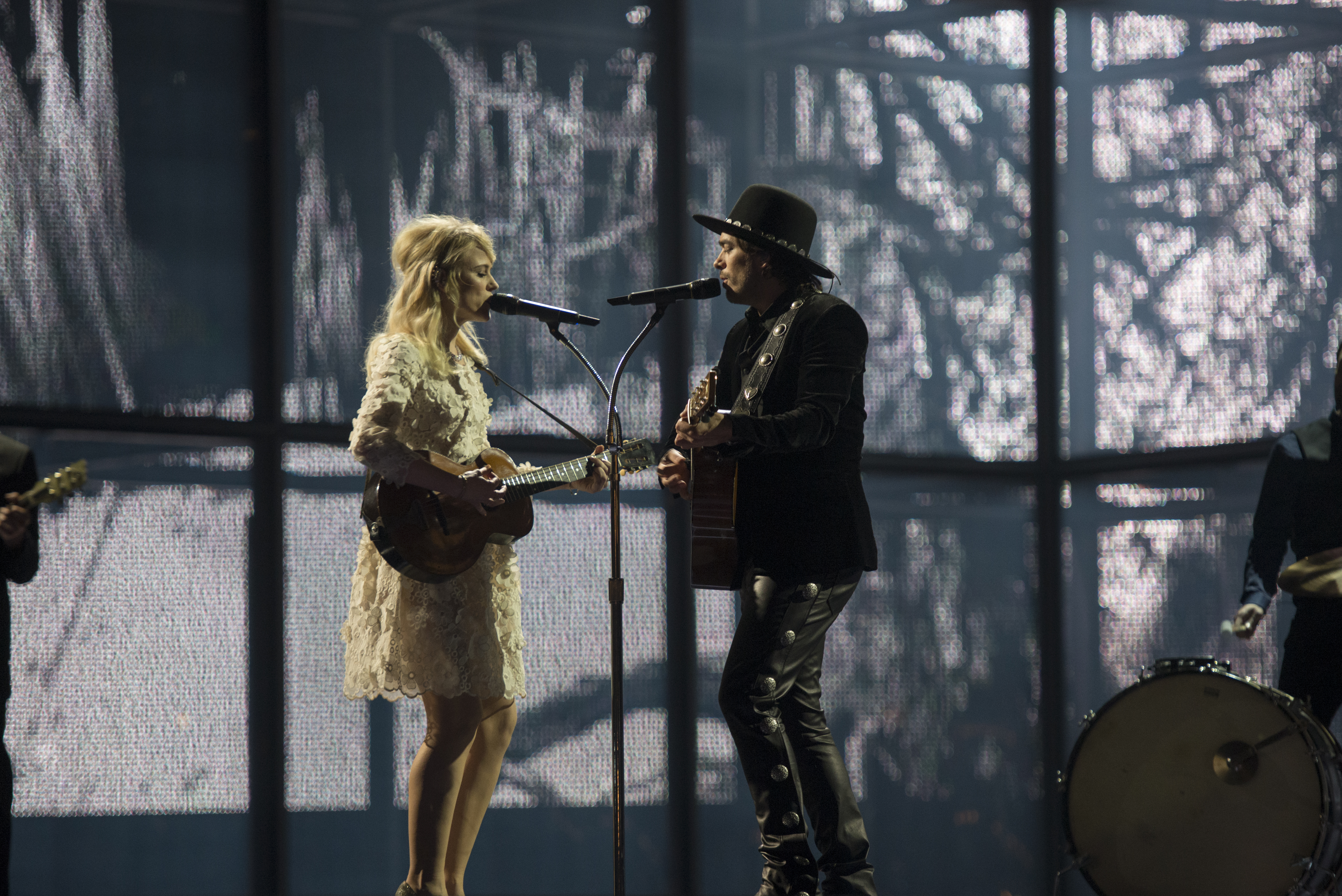
The Common Linnets werden namens Nederland tweede

| Plaats | Land                | Taal               | Artiest                        | Lied                     | Punten |
| ------ | ------------------- | ------------------ | ------------------------------ | ------------------------ | ------ |
| 1      | Oostenrijk          | Engels             | Conchita Wurst                 | Rise like a phoenix      | 290    |
| 2      | Nederland           | Engels             | The Common Linnets             | Calm after the storm     | 238    |
| 3      | Zweden              | Engels             | Sanna Nielsen                  | Undo                     | 218    |
| 4      | Armenië             | Engels             | Aram MP3                       | Not alone                | 174    |
| 5      | Hongarije           | Engels             | András Kállay-Saunders         | Running                  | 143    |
| 6      | Oekraïne            | Engels             | Maria Jaremtsjoek              | Tick-tock                | 113    |
| 7      | Rusland             | Engels             | The Tolmachevy Twins           | Shine                    | 89     |
| 8      | Noorwegen           | Engels             | Carl Espen                     | Silent storm             | 88     |
| 9      | Denemarken          | Engels             | Basim                          | Cliche love song         | 74     |
| 10     | Spanje              | Spaans en Engels   | Ruth Lorenzo                   | Dancing in the rain      | 74     |
| 11     | Finland             | Engels             | Softengine                     | Something better         | 72     |
| 12     | Roemenië            | Engels             | Paula Seling & Ovi             | Miracle                  | 72     |
| 13     | Zwitserland         | Engels             | Sebalter                       | Hunter of stars          | 64     |
| 14     | Polen               | Pools en Engels    | Donatan & Cleo                 | My Słowianie             | 62     |
| 15     | IJsland             | Engels             | Pollapönk                      | No prejudice             | 58     |
| 16     | Wit-Rusland         | Engels             | Teo                            | Cheesecake               | 43     |
| 17     | Verenigd Koninkrijk | Engels             | Molly                          | Children of the Universe | 40     |
| 18     | Duitsland           | Engels             | Elaiza                         | Is it right              | 39     |
| 19     | Montenegro          | Montenegrijns      | Sergej Ćetković                | Moj svijet               | 37     |
| 20     | Griekenland         | Engels             | Freaky Fortune feat. RiskyKidd | Rise up                  | 35     |
| 21     | Italië              | Italiaans          | Emma Marrone                   | La mia città             | 33     |
| 22     | Azerbeidzjan        | Engels             | Dilarə Kazımova                | Start a fire             | 33     |
| 23     | Malta               | Engels             | Firelight                      | Coming home              | 32     |
| 24     | San Marino          | Engels             | Valentina Monetta              | Maybe                    | 14     |
| 25     | Slovenië            | Sloveens en Engels | Tinkara Kovač                  | Round and round          | 9      |
| 26     | Frankrijk           | Frans              | Twin Twin                      | Moustache                | 2      |

### Eerste halve finale

Landen die deelnamen aan de eerste finale
Landen die stemden in de eerste finale
Landen die deelnamen aan de tweede finale
Landen die stemden in de tweede finale

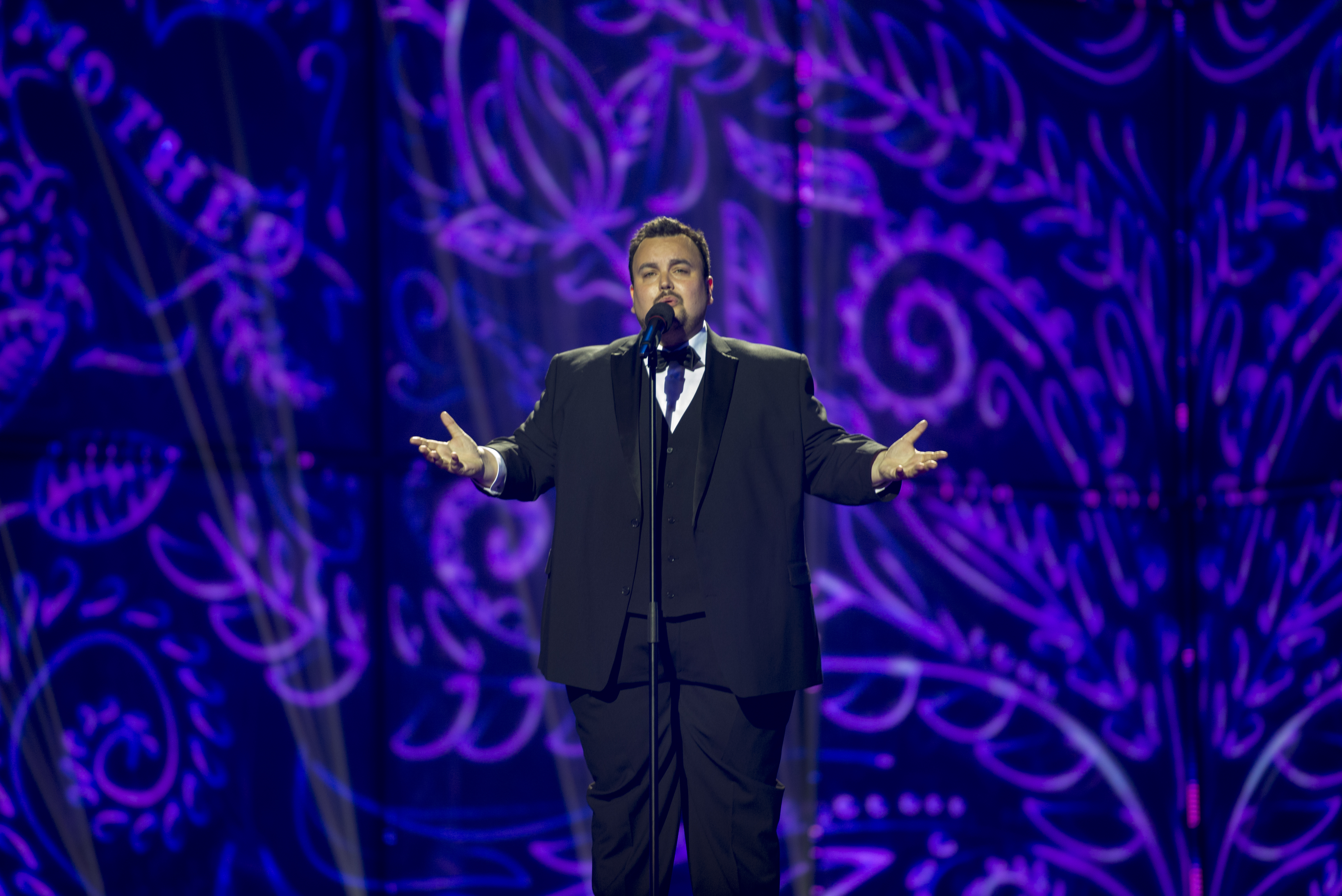
Axel Hirsoux wist zich namens België niet te plaatsen voor de finale

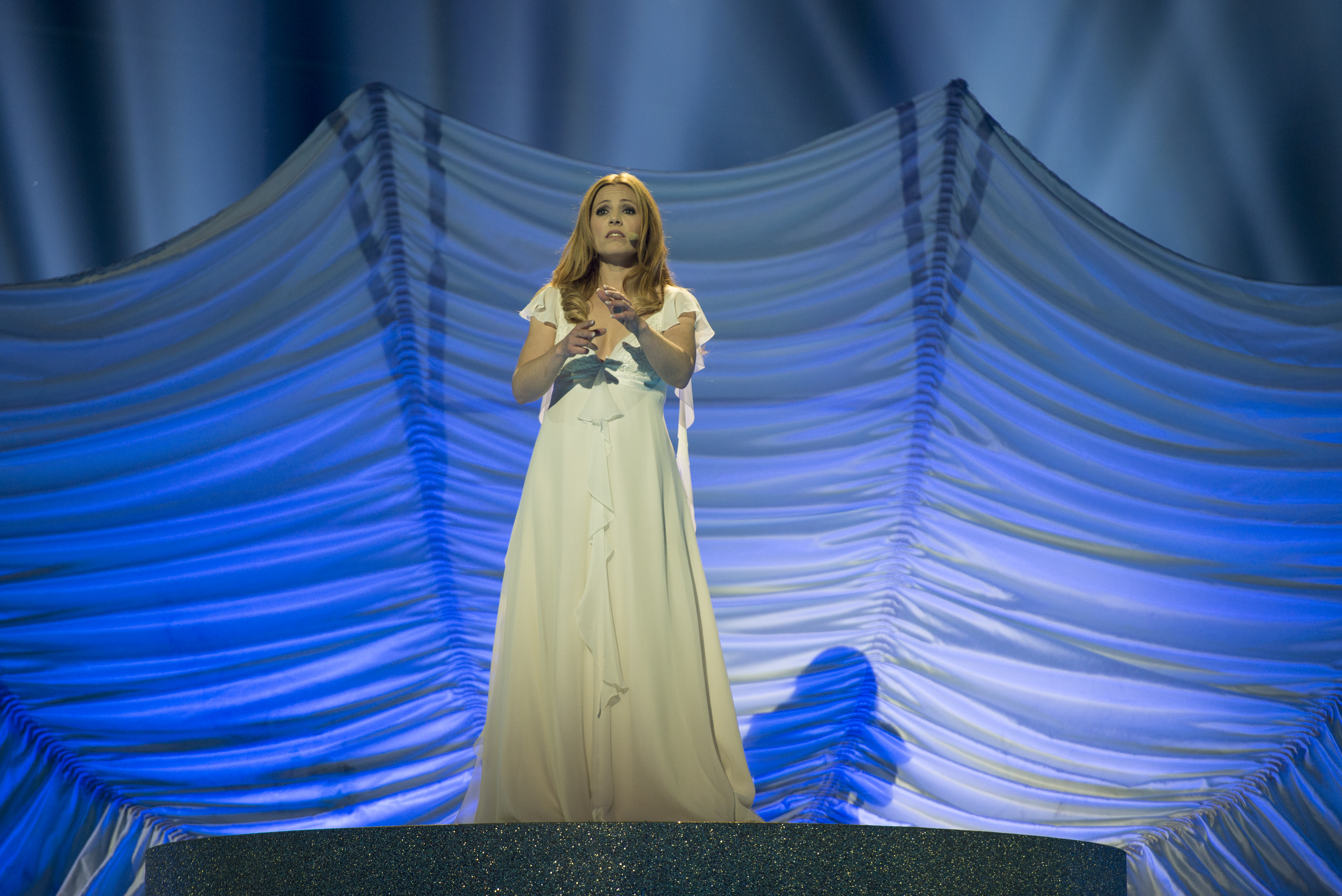
Valentina Monetta haalde bij haar derde opeenvolgende deelname de finale voor San Marino

Denemarken, Frankrijk en Spanje stemden in deze halve finale.
België wist de finale niet te bereiken. Axel Hirsoux eindigde op de 14e plaats met 28 punten gekregen van Armenië (6), Azerbeidzjan (4), Frankrijk (1), Moldavië (7), Montenegro (2), Rusland (4), San Marino (1) en Nederland (3).
Nederland wist voor de 2e keer op rij de finale te bereiken. The Common Linnets wisten de halve finale zelfs te winnen met 150 punten.
Ze kregen 12 punten van Denemarken, Estland, Hongarije, IJsland, Letland, Portugal, San Marino en Zweden.
Ze kregen 10 punten van Armenië, België en Frankrijk. 7 van Spanje en Oekraïne. 3 van Azerbeidzjan. 2 van Albanië, Moldavië en Rusland. En 1 van Montenegro.
| Plaats | Land         | Taal          | Artiest                | Lied                 | Punten |
| ------ | ------------ | ------------- | ---------------------- | -------------------- | ------ |
| 1      | Nederland    | Engels        | The Common Linnets     | Calm after the storm | 150    |
| 2      | Zweden       | Engels        | Sanna Nielsen          | Undo                 | 131    |
| 3      | Hongarije    | Engels        | András Kállay-Saunders | Running              | 127    |
| 4      | Armenië      | Engels        | Aram MP3               | Not alone            | 121    |
| 5      | Oekraïne     | Engels        | Maria Jaremtsjoek      | Tick-tock            | 118    |
| 6      | Rusland      | Engels        | The Tolmachevy Twins   | Shine                | 63     |
| 7      | Montenegro   | Montenegrijns | Sergej Ćetković        | Moj svijet           | 63     |
| 8      | IJsland      | Engels        | Pollapönk              | No prejudice         | 61     |
| 9      | Azerbeidzjan | Engels        | Dilarə Kazımova        | Start a fire         | 57     |
| 10     | San Marino   | Engels        | Valentina Monetta      | Maybe                | 40     |
| 11     | Portugal     | Portugees     | Suzy                   | Quero ser tua        | 39     |
| 12     | Estland      | Engels        | Tanja                  | Amazing              | 36     |
| 13     | Letland      | Engels        | Aarzemnieki            | Cake to bake         | 33     |
| 14     | België       | Engels        | Axel Hirsoux           | Mother               | 28     |
| 15     | Albanië      | Engels        | Hersi Matmuja          | One night's anger    | 22     |
| 16     | Moldavië     | Engels        | Cristina Scarlat       | Wild soul            | 13     |

### Tweede halve finale
Duitsland, Italië en het Verenigd Koninkrijk stemden in deze halve finale.
Uiteindelijke winnaar Oostenrijk wist de 2e halve finale met overmacht te winnen. Ook Roemenië, Finland, Zwitserland, Wit-Rusland, Noorwegen, Griekenland, Polen, Malta en Slovenië wisten de finale te bereiken.
| Plaats | Land        | Taal                | Artiest                        | Lied                   | Punten |
| ------ | ----------- | ------------------- | ------------------------------ | ---------------------- | ------ |
| 1      | Oostenrijk  | Engels              | Conchita Wurst                 | Rise like a phoenix    | 169    |
| 2      | Roemenië    | Engels              | Paula Seling & Ovi             | Miracle                | 125    |
| 3      | Finland     | Engels              | Softengine                     | Something better       | 97     |
| 4      | Zwitserland | Engels              | Sebalter                       | Hunter of stars        | 92     |
| 5      | Wit-Rusland | Engels              | Teo                            | Cheesecake             | 87     |
| 6      | Noorwegen   | Engels              | Carl Espen                     | Silent storm           | 77     |
| 7      | Griekenland | Engels              | Freaky Fortune feat. RiskyKidd | Rise up                | 74     |
| 8      | Polen       | Pools en Engels     | Donatan & Cleo                 | My Słowianie           | 70     |
| 9      | Malta       | Engels              | Firelight                      | Coming home            | 63     |
| 10     | Slovenië    | Sloveens en Engels  | Tinkara Kovač                  | Round and round        | 52     |
| 11     | Litouwen    | Engels              | Vilija Matačiūnaitė            | Attention              | 36     |
| 12     | Ierland     | Engels              | Can-Linn feat. Kasey Smith     | Heartbeat              | 35     |
| 13     | Macedonië   | Engels              | Tijana                         | To the sky             | 33     |
| 14     | Israël      | Engels en Hebreeuws | Mei Finegold                   | Same heart             | 19     |
| 15     | Georgië     | Engels              | The Shin & Mariko              | Three minutes to Earth | 15     |

### Scoreblad
| |                     | Stemresultaten | Stemresultaten | Stemresultaten | Stemresultaten | Stemresultaten | Stemresultaten | Stemresultaten | Stemresultaten | Stemresultaten | Stemresultaten | Stemresultaten | Stemresultaten | Stemresultaten | Stemresultaten | Stemresultaten | Stemresultaten | Stemresultaten | Stemresultaten | Stemresultaten | Stemresultaten | Stemresultaten | Stemresultaten | Stemresultaten | Stemresultaten | Stemresultaten | Stemresultaten | Stemresultaten | Stemresultaten | Stemresultaten | Stemresultaten | Stemresultaten | Stemresultaten | Stemresultaten | Stemresultaten | Stemresultaten | Stemresultaten | Stemresultaten | Stemresultaten |
| --------------------------------------------------------------------------------------------------- | ------------------- | -------------- | -------------- | -------------- | -------------- | -------------- | -------------- | -------------- | -------------- | -------------- | -------------- | -------------- | -------------- | -------------- | -------------- | -------------- | -------------- | -------------- | -------------- | -------------- | -------------- | -------------- | -------------- | -------------- | -------------- | -------------- | -------------- | -------------- | -------------- | -------------- | -------------- | -------------- | -------------- | -------------- | -------------- | -------------- | -------------- | -------------- | -------------- |
| Deelnemers                                                                                          | Oekraïne            | 113            |                | 8              | 10             |                |                |                |                | 7              | 5              | 5              | 5              |                |                |                | 7              | 10             |                | 2              | 6              |                | 2              |                | 1              |                |                |                | 7              | 8              |                | 4              | 10             |                | 5              | 6              | 5              |                |                |
| Deelnemers                                                                                          | Wit-Rusland         | 43             | 6              |                | 7              |                |                |                | 8              | 1              |                |                |                |                |                |                | 12             |                |                |                |                |                |                |                |                |                |                |                |                |                |                |                | 5              |                | 1              |                | 3              |                |                |
| Deelnemers                                                                                          | Azerbeidzjan        | 33             | 1              | 3              |                |                |                |                |                |                |                |                |                |                |                |                | 10             |                |                |                |                |                |                |                |                |                | 12             |                |                |                |                |                |                |                |                | 7              |                |                |                |
| Deelnemers                                                                                          | IJsland             | 58             |                |                |                |                | 6              |                |                |                |                |                | 2              | 2              | 4              | 7              | 1              | 7              |                |                | 1              |                | 5              |                | 5              | 6              | 8              | 4              |                |                |                |                |                |                |                |                |                |                |                |
| Deelnemers                                                                                          | Noorwegen           | 88             |                | 4              |                | 1              |                | 1              |                |                | 7              | 3              | 1              | 5              | 3              | 2              |                |                | 5              | 7              |                | 5              |                | 2              | 6              | 10             |                |                | 5              | 3              |                |                |                | 3              |                |                | 8              | 7              |                |
| Deelnemers                                                                                          | Roemenië            | 72             |                | 1              | 6              |                | 4              |                |                |                |                |                | 8              |                |                |                |                | 5              |                |                | 8              |                |                | 8              |                |                |                |                |                |                |                | 5              | 12             | 1              | 8              |                |                | 2              | 4              |
| Deelnemers                                                                                          | Armenië             | 174            | 10             | 10             |                | 2              |                | 7              |                | 10             | 1              | 7              | 12             | 6              | 5              | 12             | 8              |                |                | 4              | 4              |                | 7              | 6              | 2              | 7              | 6              |                | 10             | 5              |                |                | 3              | 4              | 6              | 12             |                |                | 8              |
| Deelnemers                                                                                          | Montenegro          | 37             |                |                |                |                |                |                | 12             |                |                |                |                |                |                |                |                |                | 7              |                |                |                |                |                |                |                |                |                |                |                | 6              |                |                |                |                |                |                |                | 12             |
| Deelnemers                                                                                          | Polen               | 62             | 7              | 7              | 2              | 3              | 2              |                |                | 4              |                | 1              |                | 10             | 2              | 5              |                | 8              | 1              |                |                |                | 3              |                |                |                |                |                |                |                |                |                | 2              |                |                |                |                |                | 5              |
| Deelnemers                                                                                          | Griekenland         | 35             |                | 6              | 4              |                |                |                | 7              |                |                |                |                |                |                |                | 4              | 3              |                |                |                |                |                | 1              |                |                |                | 2              |                |                | 2              |                |                |                | 2              | 4              |                |                |                |
| Deelnemers                                                                                          | Oostenrijk          | 290            | 8              |                | 1              | 10             | 10             | 8              |                | 2              |                | 12             |                | 7              | 12             | 10             | 5              | 12             | 12             | 12             | 12             | 12             | 10             | 10             | 8              | 12             |                | 12             | 6              | 4              | 5              | 12             | 7              | 12             | 12             | 10             | 10             | 12             | 3              |
| Deelnemers                                                                                          | Duitsland           | 39             | 5              |                |                |                |                | 2              | 6              |                | 8              |                |                |                |                |                |                |                | 2              |                |                | 7              |                |                |                |                |                |                |                |                | 4              |                |                |                |                | 5              |                |                |                |
| Deelnemers                                                                                          | Zweden              | 218            | 12             |                |                | 7              | 8              | 12             |                | 3              | 4              | 2              | 6              |                |                | 4              | 2              |                | 8              | 10             | 10             | 6              | 8              | 7              | 12             | 8              | 10             | 7              | 8              | 10             | 7              | 10             | 6              | 8              | 10             | 2              | 7              | 4              |                |
| Deelnemers                                                                                          | Frankrijk           | 2              |                |                |                |                |                |                |                |                |                |                |                |                | 1              |                |                |                |                | 1              |                |                |                |                |                |                |                |                |                |                |                |                |                |                |                |                |                |                |                |
| Deelnemers                                                                                          | Rusland             | 89             | 4              | 12             | 12             |                |                |                | 10             |                |                | 10             |                |                |                |                |                |                |                |                |                |                |                | 5              |                |                |                |                | 2              | 1              |                |                | 8              | 2              | 3              | 8              | 6              |                | 6              |
| Deelnemers                                                                                          | Italië              | 33             |                |                |                |                |                |                |                | 6              |                |                |                |                |                | 1              |                |                |                |                |                | 2              |                | 12             |                |                |                |                |                |                | 10             |                |                |                |                |                |                |                | 2              |
| Deelnemers                                                                                          | Slovenië            | 9              |                |                |                |                |                |                |                | 8              |                |                |                |                |                |                |                |                |                |                |                |                |                |                |                |                |                |                |                |                |                |                |                |                |                |                |                |                | 1              |
| Deelnemers                                                                                          | Finland             | 72             |                |                |                | 5              | 7              |                |                |                | 3              |                | 4              | 4              | 6              |                |                | 6              |                |                |                | 4              | 6              |                | 4              | 2              | 3              | 6              | 3              | 6              |                | 3              |                |                |                |                |                |                |                |
| Deelnemers                                                                                          | Spanje              | 74             | 2              |                |                |                | 5              | 5              | 2              |                | 2              |                |                | 1              |                | 6              |                |                | 4              |                |                | 8              |                |                |                |                |                | 5              | 4              | 2              | 12             | 2              |                |                | 4              |                | 4              | 6              |                |
| Deelnemers                                                                                          | Zwitserland         | 64             |                |                |                |                |                | 6              | 5              | 5              | 10             | 4              | 3              | 3              |                |                |                | 2              | 3              |                |                |                | 1              | 3              |                | 3              |                | 1              |                |                |                |                |                | 7              |                | 1              | 2              | 5              |                |
| Deelnemers                                                                                          | Hongarije           | 143            | 3              | 5              | 8              | 6              |                | 10             |                | 12             |                | 6              | 7              |                | 7              |                | 6              |                |                | 5              | 2              | 1              |                |                | 3              | 4              | 7              |                | 1              | 7              | 8              | 7              | 4              | 6              | 7              |                |                | 1              | 10             |
| Deelnemers                                                                                          | Malta               | 32             |                |                | 5              |                |                |                |                |                |                |                |                |                |                |                |                | 1              |                | 3              |                |                |                |                |                | 5              | 4              | 10             |                |                | 1              |                |                |                |                |                |                | 3              |                |
| Deelnemers                                                                                          | Denemarken          | 74             |                |                |                | 8              | 1              | 4              | 1              |                | 6              |                |                | 8              | 8              | 3              |                |                | 6              | 6              | 3              | 3              |                |                |                | 1              | 1              | 3              |                |                |                | 6              |                | 5              |                |                | 1              |                |                |
| Deelnemers                                                                                          | Nederland           | 238            |                | 2              |                | 12             | 12             | 3              | 4              |                | 12             | 8              | 10             | 12             | 10             | 8              | 3              | 4              | 10             | 8              | 7              | 10             | 12             |                | 10             |                | 2              | 8              | 12             | 12             |                | 8              |                | 10             |                |                | 12             | 10             | 7              |
| Deelnemers                                                                                          | San Marino          | 14             |                |                | 3              |                |                |                | 3              |                |                |                |                |                |                |                |                |                |                |                |                |                | 4              |                |                |                |                |                |                |                | 3              |                | 1              |                |                |                |                |                |                |
| Deelnemers                                                                                          | Verenigd Koninkrijk | 40             |                |                |                | 4              | 3              |                |                |                |                |                |                |                |                |                |                |                |                |                | 5              |                |                | 4              | 7              |                | 5              |                |                |                |                | 1              |                |                |                | 3              |                | 8              |                |
| Deze tabel is gerangschikt volgens opkomen in de finale, daarna volgens opkomen in de halve finales |                     |                |                |                |                |                |                |                |                |                |                |                |                |                |                |                |                |                |                |                |                |                |                |                |                |                |                |                |                |                |                |                |                |                |                |                |                |                |                |

## Wijzigingen

### Terugkerende landen

Deelnemende landen
Landen die zich niet plaatsten voor de finale
Landen die in het verleden deelgenomen hebben

- Polen: na twee jaar afwezigheid keerde TVP terug naar het festival.
- Portugal: na een jaar afwezigheid wegens financiële redenen besloot de Portugese omroep RTP in 2014 weer deel te nemen.

### Terugtrekkende landen
- Bulgarije: de Bulgaarse omroep BNT besloot om niet deel te nemen om financiële redenen.
- Cyprus: ook de Cypriotische omroep besloot om budgettaire redenen niet deel te nemen.
- Kroatië: de Kroatische publieke omroep besliste om niet deel te nemen. Redenen waren de budgettaire problemen waarin de omroep verkeerde en de tegenvallende Kroatische prestaties van de afgelopen jaren.
- Servië: ook de Servische publieke omroep had geen financiële middelen voor een nieuwe deelname.

## Terugkerende artiesten
| Land       | Artiest            | Plaats | Eerdere deelname | Plaats toen |
| ---------- | ------------------ | ------ | ---------------- | ----------- |
| Roemenië   | Paula Seling & Ovi | 12     | Roemenië 2010    | 3           |
| San Marino | Valentina Monetta  | 24     | San Marino 2012  | 14 HF       |
| San Marino | Valentina Monetta  | 24     | San Marino 2013  | 11 HF       |

## Trivia
- Valentina Monetta deed voor de derde keer op rij mee voor San Marino. Hiermee trad ze in de voetsporen van Udo Jürgens, Corry Brokken en Lys Assia, die in het verleden ook al drie jaar op rij aantraden voor hun land.
- De Macedonische Tamara Todevska vertegenwoordigde Macedonië op het Eurovisiesongfestival 2008. Dit jaar was zij de achtergrondzangeres bij Tijana. De twee zangeressen zijn tevens zussen van elkaar.[5]
- Martina Majerle vertegenwoordigde Slovenië op het Eurovisiesongfestival 2009. Dit jaar was ze achtergrondzangeres bij de inzending van Montenegro.[6]
- The Tolmachevy Twins, die Rusland vertegenwoordigden in Kopenhagen, wonnen eerder het Junior Eurovisiesongfestival 2006. Het was voor het eerst dat een winnende act van het Junior Eurovisiesongfestival deelnam aan het Eurovisiesongfestival.
- Zowel tijdens de eerste halve finale als de finale werd vanuit het publiek ongenoegen geuit tegenover Rusland. Toen bij het afroepen van de finalisten in de halve finale Rusland uit de envelop verscheen, was boegeroep te horen. Ook tijdens de finale werd het land uitgejouwd. Telkens wanneer de naam van het land viel bij de puntentelling was het geroep te horen, net als toen Rusland zijn punten bekendmaakte. Aangenomen werd dat het boegeroep een reactie was op het conflict tussen Rusland en Oekraïne en de Russische antihomopropagandawet die president Poetin enkele maanden voorheen had afgekondigd.[7][8][9]